# Graham Lovett
Graham Lovett, né en mai 1936 et mort le 2 septembre 1999, est un joueur australien de tennis.

## Carrière
1/4 de finaliste de l'Open d'Australie en  1957.
1/4 en double  de l'Open d'Australie en 1956, 1957, 1958.